# Trigonophora herrichi
Trigonophora herrichi là một loài bướm đêm trong họ Noctuidae.